# Expositurkirche Köfels

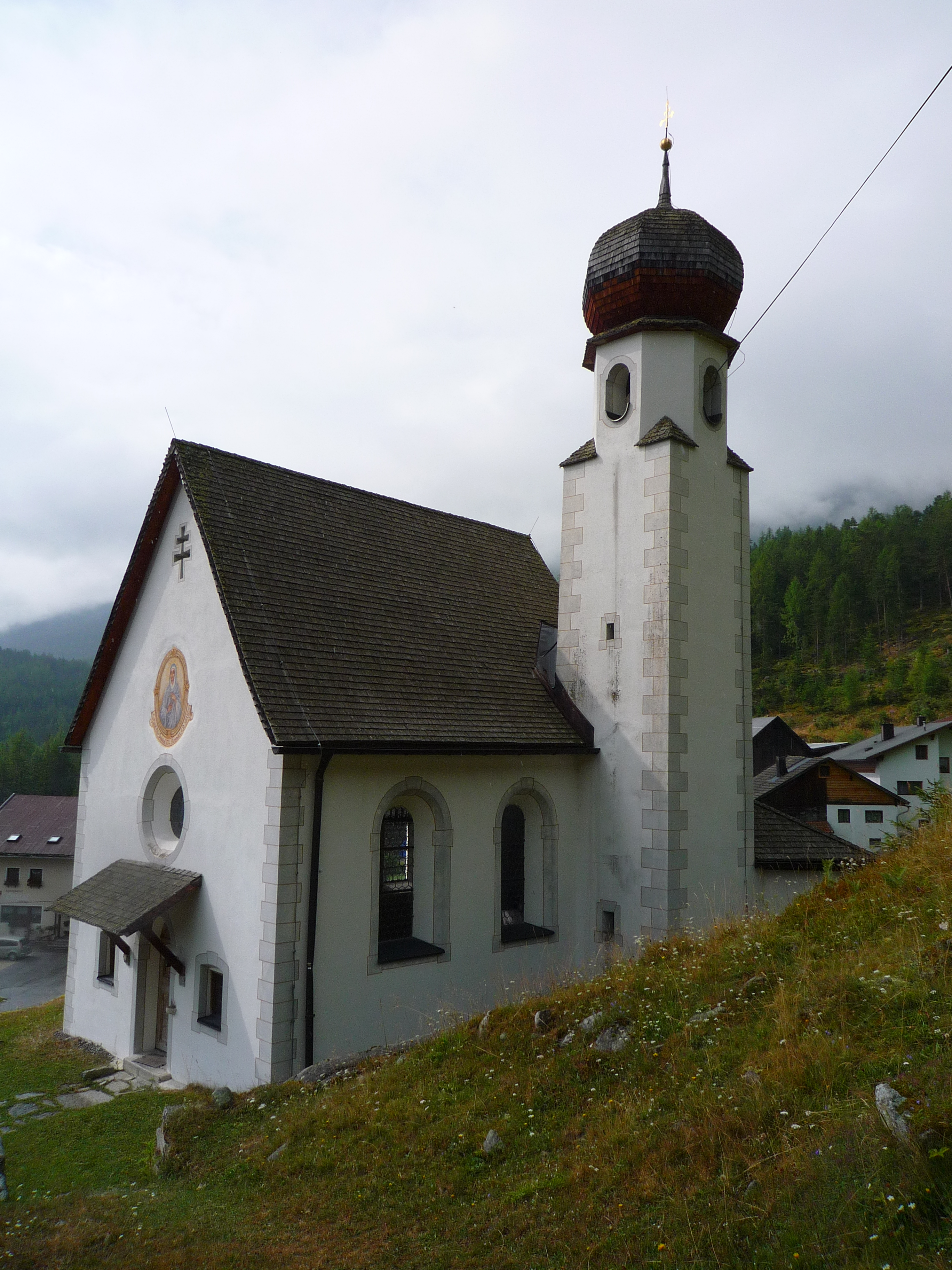
Expositurkirche zur Schmerzhaften Muttergottes in Köfels

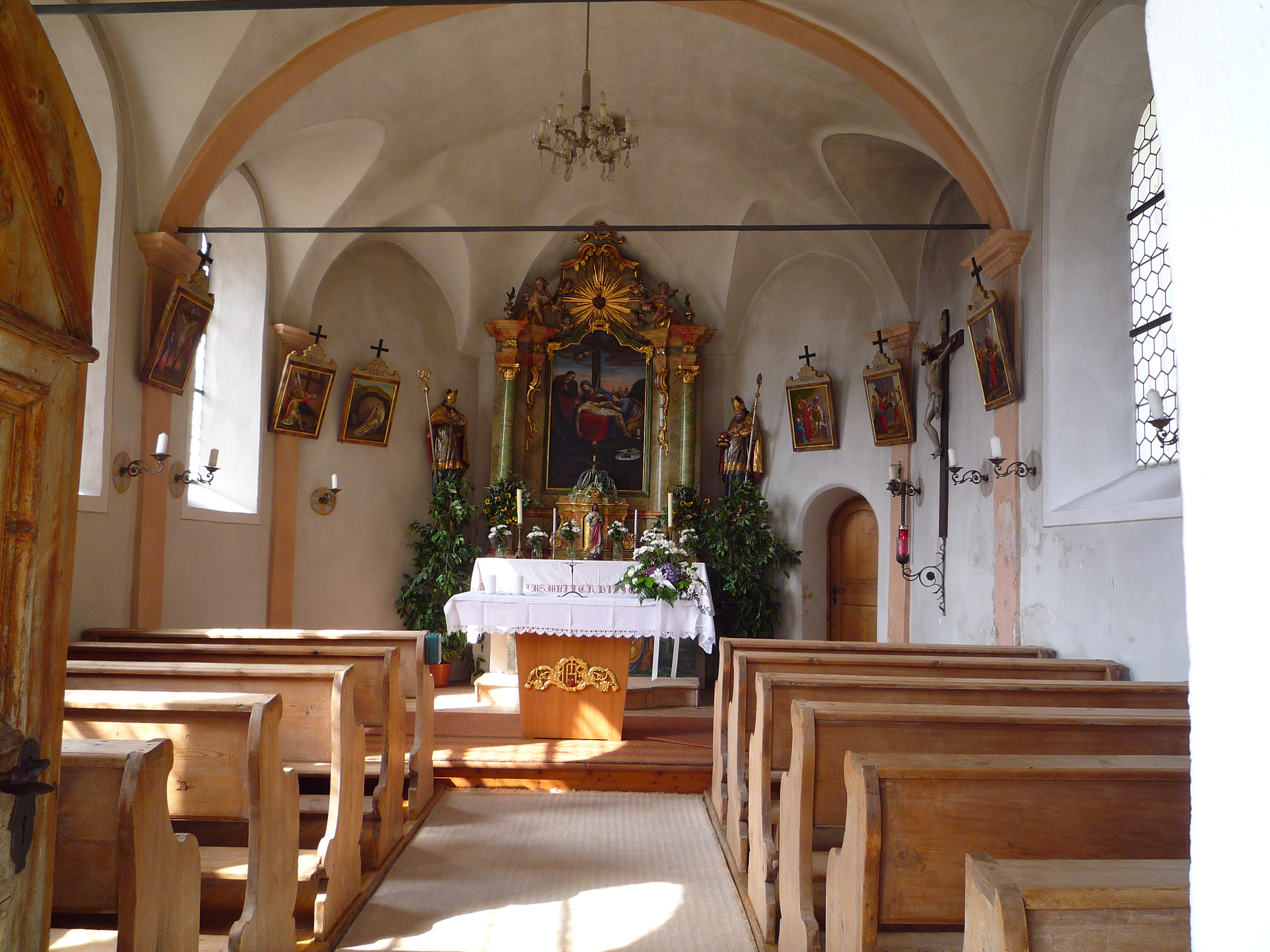
Innenansicht

Die römisch-katholische Expositurkirche Köfels steht in der Ortschaft Köfels in der Gemeinde Umhausen im Bezirk Imst in Tirol. Sie ist dem Gedenktag Gedächtnis der Schmerzen Mariens geweiht und ist eine Expositur der Pfarre Umhausen im Dekanat Silz in der Diözese Innsbruck. Das Gebäude steht unter Denkmalschutz (Listeneintrag).

## Geschichte
Das Kirchengebäude wurde 1774 errichtet. Es wurde 1911 und 2019 restauriert. Diese letzten Restaurierungsarbeiten wurden von Rudolf und Gebhard Ganglberger sowie Hemma Kundratitz, auf Initiative des Gemeindepfarrers von Umhausen Tadeusz Slonina, durchgeführt.

## Architektur
Außenbeschreibung
Am Chor ist ein Turm mit achteckigem Glockengeschoß angebaut. Der Turm hat einen Zwiebelhelm.
Innenbeschreibung
Das Langhaus ist zweijochig und tonnengewölbt mit Stichkappen. Das Gewölbe wird von Pilastern getragen. Der Chor ist einjochig und hat einen 3/8-Schluss.

## Ausstattung
Der Altar entstand um 1775. Das moderne Altarbild zeigt die „Beweinung“. Das Bild wird von barocken Konsolfiguren der Heiligen Ulrich und Nikolaus flankiert. Die Figuren stammen aus der zweiten Hälfte des 18. Jahrhunderts und werden Joseph Götsch zugeschrieben.

## Glocken
Die eine Glocke wurde von Bartlme Grassmayr 1774 gegossen, die andere von Johann Grassmayr 1799.